# Real Academia Española
Real Academia Española [re'al aka'ðemja espa'ɲola] (”Kungliga spanska akademin”, förkortat RAE) är en kunglig akademi i Spanien med syfte att främja spanska språket. Dess säte finns i Madrid, men 21 andra spansktalande länder medverkar i dess arbete. 
Real Academia Española grundades 1713 med Franska akademien som förebild av markis Juan Manuel Fernández Pacheco. Dess ordning stadfästes 13 oktober 1714 av Filip V av Spanien. Ett av akademiens syften var att se till så att spansktalande fortsättningsvis skulle kunna läsa Miguel Cervantes. Bland dess uppgifter finns att utge en auktoriserande ordbok över spanska språket, utdela priser och förvalta kulturella institutioner.